# Gojakovići (Mojkovac)
Pour les articles homonymes, voir Gojakovići.
Gojakovići (en serbe cyrillique : Гојаковићи) est un village du nord-est du Monténégro, dans la municipalité de Mojkovac.

## Démographie

### Évolution historique de la population
| 1948 | 1953 | 1961 | 1971 | 1981 | 1991 | 2003 |
| ---- | ---- | ---- | ---- | ---- | ---- | ---- |
| 193  | 208  | 219  | 187  | 146  | 123  | 137  |